# Естадио Хуан Кануто Патенгил
Естадио Хуан Кануто Патенгил (на испански: Estadio Juan Canuto Pettengill) е футболен стадион в Итаугуа, Парагвай. На него играе домакинските си мачове отборът на Досе де Октубре. Капацитетът му е 8.000 зрители.
1. ↑  www.worldstadiums.com